# Panton (Teunom)
Panton is een bestuurslaag in het regentschap Aceh Jaya van de provincie Atjeh, Indonesië. Panton telt 864 inwoners (volkstelling 2010).